# 根尾村立長嶺小学校
根尾村立長嶺小学校 （ねおそんりつ ながみねしょうがっこう）は、かつて岐阜県本巣郡根尾村（現・本巣市）に存在した公立小学校。

## 概要
- 根尾村北部が校区であった。1995年廃校。
- 校舎は2010年頃までは「生涯学習施設ながみね」として使用されていた。

## 沿革
- 1875年（明治8年） - 門脇村に門脇学校が開校。長嶺村、市場村、神所村、中村、門脇村、天神堂村、長島村、黒津村、越波村の児童が通学[注釈 1]。
- 1881年（明治14年） - 長嶺簡易科小学校に改称する。長島村、天神堂村、長嶺村、門脇村の児童が通学。
- 1890年（明治23年） - 長嶺尋常小学校に改称する。
- 1893年（明治26年） - 仙厳尋常小学校に改称する。
- 1897年（明治30年）4月1日 - 長嶺村、市場村、神所村、中村、越卒村、門脇村、天神堂村、長島村、黒津村、越波村が合併し、中根尾村が発足。
- 1904年（明治37年）4月1日 - 東根尾村、西根尾村、中根尾村が合併し、根尾村が発足。
- 1905年（明治38年） - 能郷簡易科小学校を統合する。同時に長嶺尋常小学校に改称する。
- 1916年（大正5年） - 能郷分教場を設置。
- 1937年（昭和12年） - 長嶺尋常高等小学校に改称する。
- 1941年（昭和16年）4月1日 - 長嶺国民学校に改称する。
- 1947年（昭和22年）4月1日 - 根尾村立長嶺小学校に改称する。根尾中学校長嶺分校を併設。
- 1964年（昭和39年）3月 - 根尾中学校長嶺分校を廃止。
- 1970年（昭和45年）4月1日 - 黒津小学校を統合。旧・黒津小学校を黒津分校とする。また、旧・黒津小学校の越波分校と大河原分校を引き継ぐ。
- 1971年（昭和46年）3月 - 黒津分校を休止。能郷分校、大河原分校を廃止。
- 1985年（昭和60年）3月 - 黒津分校、越波分校を廃止。
- 1995年（平成7年）3月 - 樽見小学校と統合され、廃校。